# Golden Meadow
Golden Meadow is een plaats (town) in de Amerikaanse staat Louisiana, en valt bestuurlijk gezien onder Lafourche Parish.

## Demografie
Bij de volkstelling in 2000 werd het aantal inwoners vastgesteld op 2193.
In 2006 is het aantal inwoners door het United States Census Bureau geschat op 2166, een daling van 27 (-1.2%).

## Geografie
Volgens het United States Census Bureau beslaat de plaats een oppervlakte van
7,5 km², waarvan 6,3 km² land en 1,2 km² water. Golden Meadow ligt op ongeveer 1 m boven zeeniveau.

## Plaatsen in de nabije omgeving
De onderstaande figuur toont nabijgelegen plaatsen in een straal van 32 km rond Golden Meadow.